# Monte San Giusto
Monte San Giusto es una localidad y comune italiana de la provincia de Macerata, región de las Marcas, con 7917 habitantes.

## Evolución demográfica
| Gráfica de evolución demográfica de Monte San Giusto entre 1861 y 2001 |
|                                                                        |
| Fuente ISTAT - elaboración gráfica de Wikipedia                        |